# Ryota Isomura
Ryota Isomura (磯村 亮太 Isomura Ryota?), född 16 mars 1991 i Aichi prefektur, är en japansk fotbollsspelare.
Isomura började sin karriär 2009 i Nagoya Grampus. Han spelade 97 ligamatcher för klubben. 2017 flyttade han till Albirex Niigata. 2018 flyttade han till V-Varen Nagasaki.